# خواكيم غال
خواكيم غال (بالألمانية: Leonhard Gall)‏ هو مهندس معماري ألماني، ولد في 1884 في ميونخ في ألمانيا، وتوفي بنفس المكان في 20 يناير 1952.